# Rich Bronilla
Rich Bronilla (* 15. Juli 1975 in Mississauga, Ontario) ist ein ehemaliger kanadischer Eishockeyspieler (Verteidiger).

## Karriere
Bronilla begann seine Karriere in der Saison 1992/93 bei den Ottawa 67’s in der Ontario Hockey League, für die er bis zur Saison 1996/97 aufs Eis ging, bevor er im gleichen Jahr zu den Hampton Roads Admirals in die East Coast Hockey League wechselte.
In den Jahren von 1996 bis 1998 spielte er bei Huntington Blizzard in der ECHL, bestritt aber unter der Saison auch drei Spiele für die Fort Wayne Komets in der International Hockey League. In der Saison 1998/99 hatte Bronilla seine ersten zwei Einsätze in der AHL bei den Lowell Lock Monsters und seine letzte Station in Nordamerika waren die Jacksonville Lizard Kings in der Saison 1999/00.
Im Zeitraum zwischen 2000 und 2003 spielte er bei den London Knights in der Ice Hockey Superleague in Großbritannien, bevor er zur Saison 2003/04 zum REV Bremerhaven in die Oberliga wechselte, mit dem ihm der Aufstieg in die 2. Bundesliga gelang und bei dem er auch die Saison 2004/05 verbrachte.
Der EHC München sicherte sich Bronillas Dienste für die Saison 2005/06, wo er nicht überzeugen konnte. Zwischen der Saison 2006/07 und der Saison 2008/09 spielte Bronilla bei den Landshut Cannibals, bevor er zu den Black Wings Linz in die EBEL wechselte. 2011 wechselte der Verteidiger in die slowakische Extraliga. 

## Karrierestatistik
(Legende zur Spielerstatistik: Sp oder GP = absolvierte Spiele; T oder G = erzielte Tore; V oder A = erzielte Assists; Pkt oder Pts = erzielte Scorerpunkte; SM oder PIM = erhaltene Strafminuten; +/− = Plus/Minus-Bilanz; PP = erzielte Überzahltore; SH = erzielte Unterzahltore; GW = erzielte Siegtore; 1 Play-downs/Relegation; Kursiv: Statistik nicht vollständig)